# طوابع البريد والتاريخ البريدي للولايات الكونفدرالية

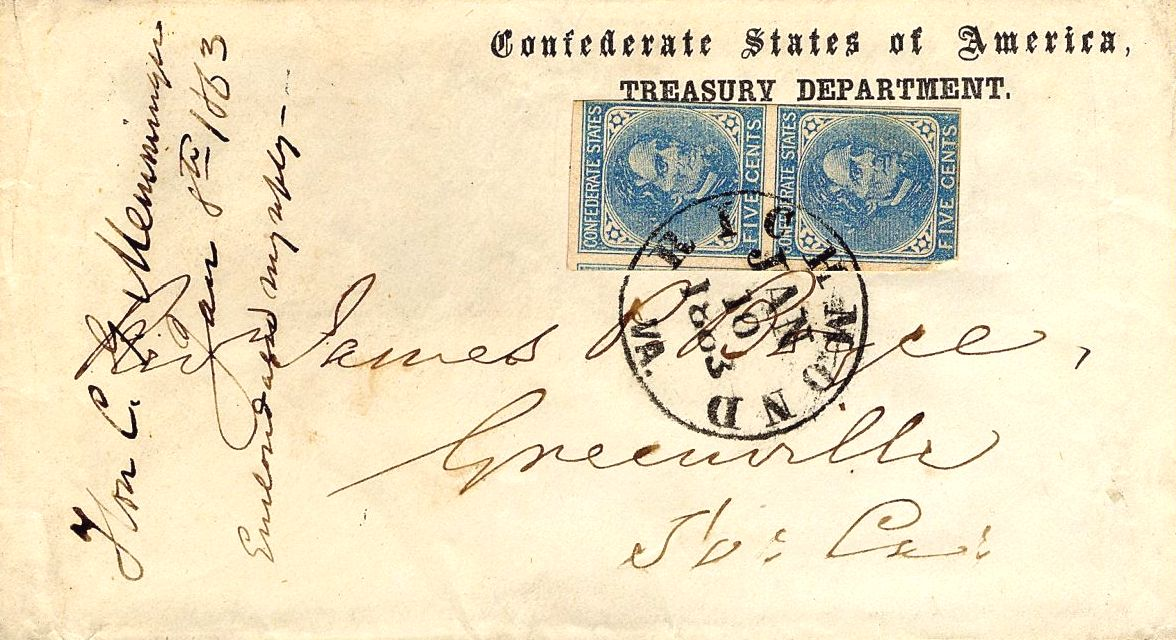
غلاف وزارة الخزانة الكونفدرالية استخدمت العديد من الإدارات التابعة للحكومة الكونفدرالية مظاريف مطبوعة عليها أسماء إداراتها. ومن الأمثلة الشائعة التي تظهر فيها عبارة "الأعمال الرسمية".

حملت طوابع البريد والنظام البريدي للولايات الكونفدرالية الأمريكية بريد الكونفدرالية لفترة وجيزة في تاريخ الولايات المتحدة. في أوائل عام 1861 عندما لم تعد ولاية كارولينا الجنوبية تعتبر نفسها جزءًا من الاتحاد وطالبت الجيش الأمريكي بالتخلي عن حصن سمتر كانت الخطط لإنشاء نظام بريدي كونفدرالي جارية بالفعل. في الواقع أنشىء مكتب البريد الكونفدرالي في 21 فبراير/شباط 1861 ولم تبدأ الحرب الأهلية الأمريكية رسميًا إلا في 12 أبريل/نيسان عندما أطلق جيش الكونفدرالية النار على الجنود الأمريكيين الذين رفضوا التخلي عن الحصن. ومع ذلك واصلت إدارة البريد في الولايات المتحدة التعامل مع بريد الولايات المنفصلة كالمعتاد خلال الأسابيع الأولى من الحرب. ولم يكن الأمر كذلك إلا في الأول من يونيو/حزيران عندما تولت هيئة البريد الكونفدرالية مسؤولية جمع وتسليم الطوابع البريدية وهي الآن تواجه مهمة توفير الطوابع البريدية والخدمات البريدية لمواطنيها.
كان دستور الكونجرس قد نص على إنشاء خدمة بريدية وطنية ثم اشترط أن تكون ذاتية التمويل اعتبارًا من الأول من مارس 1863 (القسم 8. صلاحيات الكونجرس البند 7). في 6 مارس 1861 عيّن الرئيس جيفيرسون ديفيس جون هيننجر ريغان رئيسًا لدائرة البريد الكونفدرالية الجديدة. لقد أثبت مكتب البريد الكونفدرالي كفاءته العالية وظل قيد التشغيل طوال فترة الحرب الأهلية.

## البدايات
خلال الأسابيع السبعة الأولى من الحرب الأهلية كان مكتب البريد الأمريكي لا يزال يسلم البريد من الولايات المنفصلة. يُعتبر البريد الذي يحمل ختم البريد بعد تاريخ انضمام الولاية إلى الكونفدرالية حتى 31 مايو 1861 ويحمل طابع البريد الأمريكي (الاتحادي) بمثابة "استخدام الولايات الكونفدرالية للطوابع الأمريكية". على سبيل المثال أغلفة الكونفدرالية المختومة بطوابع الاتحاد. بعد هذا الوقت تمكنت شركات البريد السريع الخاصة من نقل البريد عبر خطوط العدو. كانت شركات النقل السريع الرئيسية الثلاث العاملة في جميع أنحاء الجنوب هي آدامز إكسبريس وأمريكان ليتر إكسبريس ووايتسايد إكسبريس. كانت هذه الرسائل تعمل بحرية لمدة شهرين تقريبًا عندما أمرت هيئة البريد الأمريكية بإنهاء مثل هذه الحركة اعتبارًا من 26 أغسطس 1861. أصبح البريد الموجه إلى الولايات التي لم تكن من بين نقاباتها الخاصة الآن يجب أن يتم إرساله بواسطة علم الهدنة مع أن بعض شركات البريد السريع استمرت في إدارة عمليات البريد الخاصة بها بشكل غير قانوني واصلت شركة آدامز عملياتها الجنوبية تحت شركة شركة جنوب اكسبرس منفصلة اسميًا وهي في الواقع شركة تابعة. كما هرب البريد إلى داخل وخارج السفن التي كانت تقوم بدوريات الحصار ولكن في كثير من الأحيان كانت السفن التابعة للاتحاد تستولي عليها أو تدمرها أثناء قيامها بدوريات الحصار. نظرًا لأن مكاتب البريد الكونفدرالية لم تكن موجودة إلا لبضع سنوات ولأن السجلات الرسمية وغير الرسمية الخاصة بها غير موجودة فإن ما هو معروف عن عملياتها في العديد من مناطق الجنوب قليل نسبيًا. وقد درس العديد من الخبراء في هذا المجال البيانات الموجودة حيث أعادوا بناء حساب لوجودهم وعملهم إلى حد كبير من الأغلفة الكونفدرالية الباقية (الأظرف المختومة بالعنوان) ومن قبل الباحثين المتخصصين في الدراسات المتقدمة لهواة جمع الطوابع الكونفدرالية ولا سيما العقيد هارفي إي. شيبرد من جيش الولايات المتحدة فورت هود تكساس الراحل فان دايك ماكبرايد ونيوارك ونيو جيرسي وجورج ن. مالباس وسانت بطرسبرغ، فلوريدا وإيرل أنتريم ونامبا وأيداهو وديفيد كون واشنطن العاصمة وعدد قليل من الآخرين حيث ساهم كل منهم بمادة في الجهد المتضافر لإنشاء حساب شامل لتاريخ البريد الكونفدرالي.

## مكتب البريد الكونفدرالي

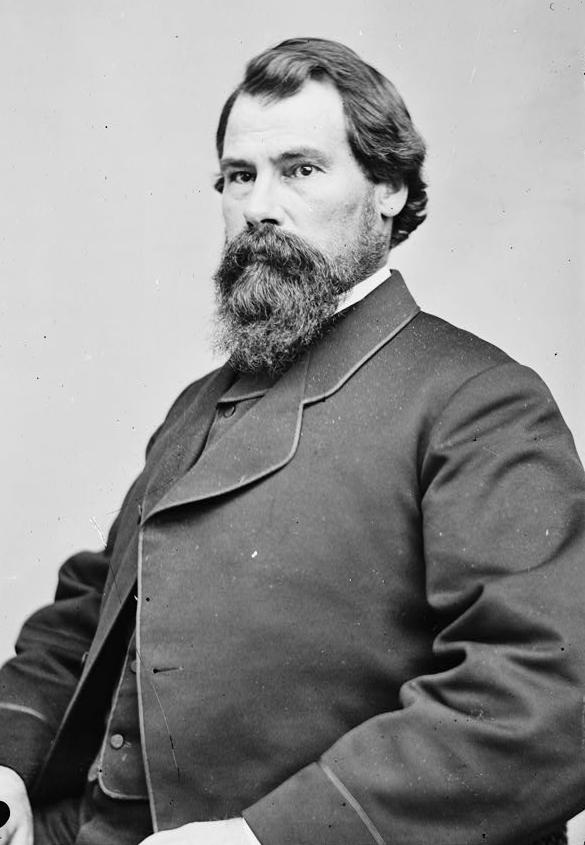
جون هـ. ريغان المدير العام لبريد الكونفدرالية

كان أحد المبادرات الأولى لإنشاء مكتب البريد الكونفدرالي هو تعيين جون إتش ريغان (1818-1905) في منصب المدير العام للبريد من قبل جيفيرسون ديفيس في عام 1861 مما جعله أول مدير عام للبريد لمكتب البريد الكونفدرالي الذي شكل حديثًا. كان ريغان عضوًا ديمقراطيًا في الكونغرس من تكساس (بعد سنوات عديدة من الحرب الأهلية انتخبته تكساس لمقعد في مجلس الشيوخ). عند تعيينه أصبح ريغان صديقًا مقربًا لديفيد وكان مديرًا عامًا للبريد طوال مدة الحرب مما جعله المدير العام الوحيد للبريد في الكونفدرالية قصيرة العمر. أثناء استعداده لتسليم البريد في زمن الحرب أثبت ريغان أنه شخص بارع للغاية. أرسل وكيلًا إلى واشنطن العاصمة يحمل رسائل يطلب فيها من رؤساء إدارة البريد الأمريكية المختلفة القدوم للعمل في مكتب البريد الكونفدرالي الجديد. ومن المثير للدهشة أن جميعهم تقريبًا فعلوا ذلك وأحضروا معهم نسخًا من السجلات ودفاتر الحسابات. وكتب المؤرخ البارز ويليام سي ديفيس : "لقد سرق ريغان في الواقع مكتب البريد الأمريكي". من الواضح أن ريغان كان إداريًا قادرًا حيث كان يرأس الوزارة الوحيدة في مجلس وزراء الولايات المتحدة التي عملت بشكل جيد أثناء الحرب. وقد أنشأت أسعارًا جديدة أعلى إلى حد ما من تلك المعمول بها في الاتحاد : 5 سنتات (ما يعادل 1.75 دولارًا اليوم) لكل نصف أونصة تحت 500 ميل (800 كـم) و10 سنتات لكل نصف أونصة على مسافة 500 ميل (800 كـم) و2 سنتًا للرسائل والنشرات الدورية. في وقت لاحق أقل من 500 ميل (800 كـم) رفع سعر إلى 10 سنتات أيضًا. كان هناك معدل 50 سنتًا للبريد السريع وبعد عام 1863 أصبح المعدل 40 سنتًا للبريد عبر نهر المسيسيبي لتغطية تكاليف تهريب البريد عبر الحصار الفيدرالي الذي كان يعمل على طول نهر المسيسيبي السفلي بالكامل. في بداية الحرب منعت حصارات الاتحاد الإمدادات من الوصول إلى وجهاتها في الجنوب مما أدى من وقت لآخر إلى نقص في طوابع البريد والورق وغيرها من الإمدادات الأساسية التي كانت مطلوبة بشدة في جميع أنحاء الولايات الكونفدرالية.
مع أن الحكومة الكونفدرالية كانت قد تعاقدت على طباعة طوابعها الخاصة إلا أنها لم تكن متاحة بعد في الأول من يونيو مما أجبر مديري مكاتب البريد في جميع أنحاء الجنوب على الارتجال. في أغلب الأحيان عادوا ببساطة إلى الممارسة القديمة المتمثلة في قبول الدفع نقدًا ووضع ختم يدوي "مدفوع" على الظرف. ومع ذلك فإن عدداً من مديري مكاتب البريد وخاصة في المدن الكبرى لم يتمكنوا من تحمل تكاليف التعامل مع طوابير طويلة من العملاء النقديين فقاموا بتطوير مجموعة متنوعة من مكاتب البريد المؤقتة. وقد اتخذت هذه الطوابع مجموعة متنوعة من الأشكال من الأظرف المختومة مسبقًا بختم بريدي معدّل ليقول "مدفوع" أو مبلغ إلى الطوابع العادية التي تنتجها الطابعات المحلية. بعضها اليوم من بين التحف النادرة في مجال هواية جمع الطوابع.

## بريد الكونفدرالية

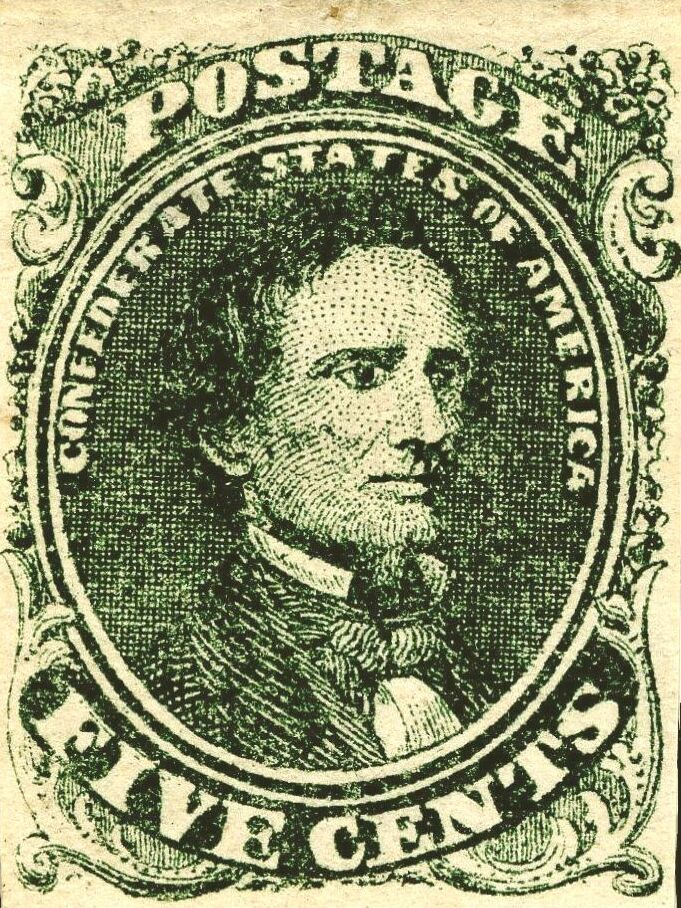
جيفرسون ديفيس أول طابع بريدي كونفدرالي إصدار عام 1861

في غضون شهر واحد بعد تعيينه مديرًا عامًا لمكتب البريد أمر ريغان بنشر إعلانات في الصحف الجنوبية والشمالية بحثًا عن مقترحات مختومة من شركات الطباعة لإنتاج طوابع بريدية كونفدرالية. وصلت العروض من شركات في نيويورك وبالتيمور وفيلادلفيا ونيوارك ونيو أورليانز وريتشموند. لكن بعد بدء الحرب أصبح من الواضح أن عقد طباعة الطوابع الكونفدرالية يجب أن يذهب إلى شركة كونفدرالية. وبناء على ذلك منحت إدارة البريد الكونفدرالية العقد لشركة الطباعة الحجرية هوير ولودفيج وهي شركة صغيرة في ريتشموند. كانت الطوابع التي أنتجوها أقل جودة في الصورة من الطوابع المنقوشة التي تطبعها هيئة البريد الأمريكية ولكن بالموارد التي كانت لديهم فقد أنتجوا بعض الصور الجميلة حسب العديد من الروايات. طرح أولى إصدارات البريد الكونفدرالية للتداول في أكتوبر 1861 بعد خمسة أشهر من انتهاء الخدمة البريدية بين الشمال والجنوب. صور جيفرسون ديفيس في العدد الأول من عام 1861. كان ظهور شخص حي على طابع بريدي بمثابة كسر للتقاليد التي تلتزم بها هيئة البريد الأمريكية والتي تنص على أنه لا يجوز تصوير شخص على البريد أو العملة الأمريكية إلا بعد وفاته.

### الطوابع المؤقتة

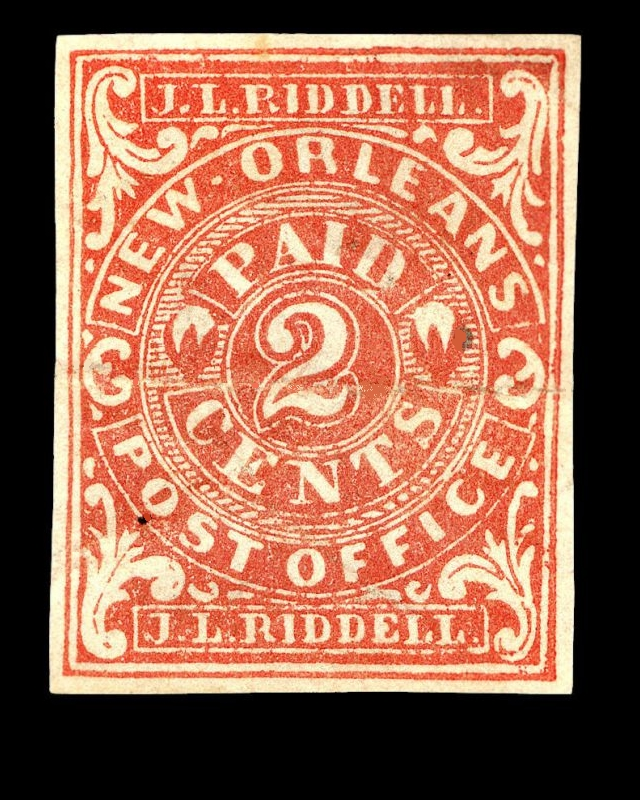
طابع بريدي مؤقت نيو أورلينز ١٨٦٢

خلال الأشهر الخمسة بين سحب مكتب البريد الأمريكي خدماته من الولايات المنفصلة والإصدار الأول لطوابع البريد الكونفدرالية استخدم مديرو مكاتب البريد في جميع أنحاء الكونفدرالية بدائل مؤقتة للدفع البريدي. اضطر مديرو مكاتب البريد إلى الارتجال واستخدام أساليب متنوعة لإثبات صحة البريد على الأغلفة المرسلة بدءًا من صنع طوابع بريدية لاصقة خاصة بهم وصولًا إلى وضع علامات على الرسائل إما بطوابع يدوية معدلة السعر أو بعلامة "مدفوع" المكتوبة بخط اليد. تُعرف هذه الطوابع المرتجلة والأغلفة المدفوعة مسبقًا لدى هواة جمع الطوابع باسم "طوابع مدير مكتب البريد المؤقتة" وقد سُميت كذلك لأنها كانت تُستخدم "مؤقتًا" حتى ظهور أول إصدارات طوابع البريد العامة الكونفدرالية. وقد واجهت بعض مكاتب البريد الكونفدرالية بعد ذلك نقصًا في طوابع البريد مما دفعها إلى العودة إلى استخدام الطوابع المؤقتة والطوابع اليدوية. هناك العشرات من أنواع الطوابع المؤقتة والطوابع اليدوية من مدن وبلدات مختلفة حول الكونفدرالية. في بعض الدوائر يشار إلى بطاقات البريد المؤقتة باسم "البطاقات المحلية" لأنها كانت مخصصة للاستخدام من قبل المدينة التي صدرت فيها فقط.ومن المعروف أن الأماكن التالية أصدرت مثل هذه المؤقتات. [عندما يظهر اسم (بخلاف الاسم الموجود في المخطوطة) على الطوابع مثل اسم مدير البريد [بيه أم] أو الطابع يلحق هنا بخط مائل] :
- أثينا وجورجيا [ ت. كروفورد، رئيس الوزراء ]
- باتون روج ولويزيانا [ ج. ماكورميك ]
- بومونت وتكساس
- بريدجفيل وألاباما
- تشارلستون وكارولاينا الجنوبية
- دانفيل وفيرجينيا [ دبليو دي كولمان رئيس الوزراء ]
- إيموري وفرجينيا
- فريدريكسبيرج وفيرجينيا [ آر تي توم ]
- جولياد وتكساس [ جيه إيه كلارك مدير البريد ]
- جونزاليس و تكساس [ كولمان وقانون بائعي الكتب والصيادلة]
- غرينفيل وألاباما
- غرينوود وفرجينيا
- جروف هيل وألاباما
- هيلينا وتكساس
- الاستقلال وتكساس (بعض الإصدارات كتبت عليها كلمة استقلال بشكل خاطئ)
- جيتيرسفيل وفيرجينيا
- نوكسفيل وتينيسي [ سي أتش تشارلتون بيه أم ]
- لينوار وكارولاينا الشمالية
- ليبرتي ولويزيانا طابع بريدي مستعمل من سالم فيرجينيا
- ليفينغستون وألاباما
- لينشبورج وفيرجينيا [ أر أتش زجاج بيه أم ]
- ماكون وجورجيا
- ماريون وفرجينيا
- ممفيس وتينيسي [ إم سي كالواي ]
- موبايل وألاباما
- جبل لبنان ولويزيانا (لا يُعرف إلا مثال واحد فقط)
- ناشفيل وتينيسي [ دبليو دي ماكنيش بيه أم.]
- نيو أورليانز ولويزيانا [ جيه إل ريدل ]
- نيو سميرنا وفلوريدا
- بطرسبرج وفرجينيا [ دبليو إيه باس بيه أم ]
- بيتسيلفانيا وفيرجينيا [ جيه بي جونسون رئيس الوزراء ]
- ظل لطيف وفيرجينيا [ دبليو إي ديفيس، رئيس الوزراء]
- ريتاون وتينيسي [ د. بنس رئيس الوزراء ]
- سالم وفيرجينيا ( استخدم الطابع أيضًا في ليبرتي لويزيانا)
- سبارتانبرغ وكارولاينا الجنوبية
- تيليكو بلينز وتينيسي [ إم إف جونسون رئيس الوزراء ]
- يونيونتاون وألاباما
- يونيونفيل وكارولاينا الجنوبية
- فيكتوريا وتكساس [ جيه إيه مودي رئيس الوزراء ]

### طوابع بريدية
وبما أن الولايات الكونفدرالية لم تستمر سوى أربع سنوات فقد كانت قادرة على إصدار عدد متواضع فقط من الطوابع البريدية تسعة أنواع أساسية في المجموع. خلال هذه الفترة القصيرة تعاقد مكتب البريد الكونفدرالي مع خمس شركات طباعة مختلفة لإنتاج طوابع بريدية : آرتشر ودالي في ريتشموند وفيرجينيا وهوير ولودفيج في ريتشموند وفيرجينيا وجي تي باترسون وشركاه في أوغوستا وجورجيا وتوماس دي لا رو وشركاه المحدودة ، في لندن ، إنجلترا؛ وكييتينج آند بول في كولومبيا وساوث كارولينا . ومن بين هذه الشركات استخدمت جميع أساليب الطباعة الثلاثة الشائعة الاستخدام في ذلك الوقت : الطباعة الحجرية والطباعة الخطية والنقش الخطي. صدرت أول طوابع بريدية كونفدرالية وقاموا بتداولها في 16 أكتوبر 1861 بعد خمسة أشهر من تعليق الخدمة البريدية بين الشمال والجنوب.
|  |  |  |  |

- كان أول طابع بريدي أصدرته الولايات الكونفدرالية (1861) عبارة عن طابع أخضر بقيمة 5 سنتات يصور جيفيرسون ديفيس. لقد طبعت باستخدام عملية الطباعة الحجرية بواسطة هوير ولودفيج في ريتشموند فيرجينيا. مثل جميع إصدارات الكونفدرالية تقريبًا كانت هذه الطوابع غير مثقوبة وكان لا بد من قطع الطوابع الفردية من الورقة باستخدام شفرات الحلاقة أو المقص. أعيد طباعة هذا الطابع باللون الأزرق في عام 1862.
- ظهرت أيضًا عملة زرقاء بقيمة 10 سنتات تحمل صورة توماس جيفرسون في عام 1861 وصممها تشارلز لودفيج من شركة هوير ولودفيج ريتشموند، فيرجينيا. طبع هذا العدد من قبل شركتين مختلفتين: هوير ولودفيج وفي وقت لاحقجيه تي باترسون وشركاه في أوغوستا جورجيا. إن صورة توماس جيفرسون المستخدمة في الطبعتين كانت بمثابة إعادة إنتاج حجرية لنفس الصورة التي نقشت على إصدار العملة الأمريكية بقيمة 5 سنتات في عام 1856. وقد أضافت شركة باترسون علامات سرية إلى أحجار النقل لتمييز نسختها عن مطبوعات هوير آند لودفيج من نفس التصميم. وكان الاستخدام الأكثر شيوعاً هو معدل العشرة سنتات بعد الأول من يوليو/تموز عام 1862. أعيد طباعة هذه الطوابع مثل طابع 5 سنتات ديفيس في عام 1862 في نسخة وردية اللون وهي أندر بكثير من النسخة الأصلية الزرقاء.[9]
- في عام 1862 ظهر طابع بريدي بقيمة 2 سنت لأندرو جاكسون باللون الأخضر وأصدر بدون ثقب. طبع هذا العدد مرة أخرى بواسطة شركة هوير ولودفيج في ريتشموند فيرجينيا. استخدم حجر نقل واحد فقط في هذه الطباعة. أقدم استخدام معروف لهذه الطوابع كان في 21 مارس 1862. تتكون أوراق هذا الإصدار من لوحين يحتوي كل منهما على 100 طابع مرتبة في كتلتين من خمسين طابعًا (10×5) مأخوذة من حجر النقل الذي يحتوي على 50 طابعًا مع وجود فجوة رأسية واسعة بين اللوحين.[10] كان هذا هو آخر طابع بريدي مطبوع أنتج بواسطة مكتب البريد الكونفدرالي.
- وفي عام 1862 أيضًا أصدر طابع بريدي جديد بقيمة 5 سنتات لشركة ديفيس وهذه المرة باستخدام الطباعة وبكميات كبيرة. أنتج بواسطة شركة دي لا رو في لندن (التي كانت تزود إنجلترا بالطوابع البريدية منذ عام 1855) وقد استخدمت نقشًا لـ ديفيس بواسطة فرديناند جوبيرت (1810-1884). شحنت شركة دي لا رو 12 مليون نسخة من هذا العدد إلى الكونفدرالية مصحوبة بمجموعة من ألواح الطباعة وكمية من الورق الإنجليزي بحيث يمكن إنتاج نسخ إضافية محليًا. طبع ما يزيد عن 36 مليون طابع بريدي من فئة 5 سنتات من طوابع ديفيس في وقت لاحق من لوحات دي لا رو بواسطة شركة آرتشر آند دالي في ريتشموند. في نهاية المطاف نفد الورق الإنجليزي من شركة آرتشر آند دالي وأصبحت مطبوعاتها اللاحقة على ورق الكونفدرالية تميل إلى أن تصبح خشنة بشكل متزايد مع وجود أمثلة فردية تحتوي على مناطق فارغة في التصميم بسبب تلف اللوحة أو مناطق مملوءة بسبب تآكل اللوحة. (يمكن شراؤها اليوم بحوالي 10 دولارات أمريكية اعتمادًا على حالتها.)
- كما قامت شركة دي لا رو أيضًا بطباعة وشحن طابع بريدي برتقالي بقيمة 1 سنت يحمل صورة جون سي كالهون. كان مكتب البريد الكونفدرالي قد خطط لخفض سعر الرسائل المرسلة إلى سنت واحد، ولكن هذا أثبت أنه غير عملي ونتيجة لذلك لم يستخدم طابع 1 سنت أبدًا. قام جوبير دي لا فيرتي مرة أخرى بنقش الصورة المركزية لكالهون ووضعها في نفس تصميم الإطار المستخدم في إصدار جيفرسون ديفيس بقيمة 5 سنتات وهي محاولة واضحة لإظهار أن الطابعين كانا جزءًا من نفس السلسلة. (لاحقًا أرسلت شركة دي لا رو لوحاتٍ معدلة من كلا الطابعين المطبعيين إلى الكونفدرالية بفئاتٍ مُعدّلة مُخصصة لإصدارات كالهون فئة سنتين وعشرة سنتات من ديفيس ولكن لم يُطرح أيٌّ من الطابعين في الإنتاج. جميع النسخ المطبوعة التي تُرى أحيانًا تعود إلى القرن العشرين ولا يُمكن اعتبارها طوابع كونفدرالية حقيقية.)

|  |  |  |

- في عام 1863 ظهر تصميم جديد لعملة جاكسون بقيمة 2 سنت وقد نقشه فريدريك هالبين (1805 – 1880) على الفولاذ وطُبع بواسطة آرتشر ودالي باللون الأحمر الباهت. ظهرت طبعة ثانية باللون البني الأحمر. سيستخدم النقش الخطي في جميع الطوابع الكونفدرالية اللاحقة.
- وفي عام 1863 أيضًا أصدر طابع بريدي بقيمة 10 سنتات يحمل صورة جيفرسون ديفيس باللون الأزرق. صمم هذا الإصدار ونقشه على الفولاذ بواسطة جون آرتشر ونقله إما إلى ألواح نحاسية أو ألواح فولاذية. تتوفر العديد من الظلال لهذه الطوابع بدءًا من اللون الأزرق الحليبي الفاتح والأزرق الداكن إلى الظلال التي تميل إلى اللون الأزرق المخضر والأخضر. هناك أربعة تصاميم مماثلة من الطوابع المنقوشة بقيمة عشرة سنتات.

|  |  |  |  |

- الأسهل للتمييز عن الثلاثة الأخرى هو الذي يعبر عن قيمته بـ "عشرة". صمم صورة جيفرسون ديفيس ونقشها على يد جون آرتشر ثم نقلها إلى لوحة نحاسية. كان هذا العدد مثقوبًا وطبع على ورق ناعم مسامي بسماكات مختلفة وبصمغ عديم اللون. أقدم استخدام مسجل هو 23 أبريل 1863. تتراوح الألوان من الأزرق الداكن إلى الأزرق الرمادي.[11]

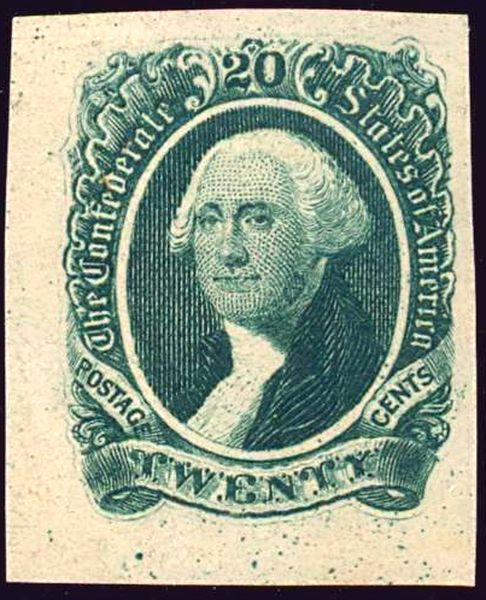
جورج واشنطن عدد 1863

- الشكل التالي الأسهل للتمييز (حيث يعبر عن القيمة بـ "10") يحتوي على خطوط مستقيمة تحيط بالتصميم داخل مستطيل. تظهر عدة ظلال مميزة من اللون الأزرق في هذه الطباعة. أقدم استخدام مسجل هو 23 أبريل 1863. طبعت جميع هذه الكتب بواسطة آرتشر ودالي من ريتشموند. يُعد هذا النوع من الطوابع "ذات الخطوط الإطارية" من أندر الطوابع التي أصدرها مكتب البريد الكونفدرالي. حتى النسخ الرديئة الخالية من معظم الإطارات قد يصل سعرها إلى ما يزيد على 1000 دولار أميركي.
- النوع الأول الذي تمت طباعته في البداية بواسطة آرتشر آند دالي، نقّاشون الأوراق النقدية، ريتشموند، فرجينيا يستخدم نفس النقش مثل إصدار "خط الإطار" ولكن بدون خطوط الإطار. طبع ما يقرب من 23,800,000 طابعًا من لوحين كل منهما يحتوي على لوحين من مائة طابع. أقدم استخدام مسجل هو 21 أبريل 1863.
- النوع الثاني الذي طُبع أيضًا لأول مرة بواسطة آرتشر ودالي يشبه إلى حد كبير النوع الأول. صمم فريدريك هالبين ونقش صورة ديفيس. ملء زخارف الزاوية ويتبع خط خافت الجزء الخارجي من التصميم ويحيط به. نقل لوحات آرتشر ودالي لكل من النوع الأول والنوع الثاني من ريتشموند إلى كولومبيا بولاية ساوث كارولينا عندما أصبح سقوط ريتشموند وشيكًا في أواخر عام 1864. وبعد ذلك قامت شركةكيتنج آند بول بطباعة الطابعين. ثقب عدد صغير من النوعين الأول والثاني من مطبوعات آرتشر ودالي وإصدارها للاستخدام من قبل إدارة البريد الكونفدرالية في عام 1864.[12] الثقوب (قياس121⁄2 ) كانت غالبًا ذات جودة رديئة بشكل ملحوظ وكانت عمليات التزوير كثيرة وكثير منها يكشف عن نفسه من خلال الثقوب التي تستخدم مقياسًا خاطئًا أو مقطوعة بشكل حاد للغاية.
- ظهرت أيضًا طابع بريدي بقيمة 20 سنتًا يحمل صورة جورج واشنطن في عام 1863 مستخدمًا مرة أخرى تصميمًا محفورًا على الفولاذ بواسطة هالبين ومطبوعًا بواسطة آرتشر ودالي. لم يشهد هذا الإصدار سوى استخدام محدود ونتيجة لذلك أصبحت النسخ المستعملة الأصلية اليوم تساوي 10 مرات أكثر من النسخ الأصلية.[7]

## أغلفة

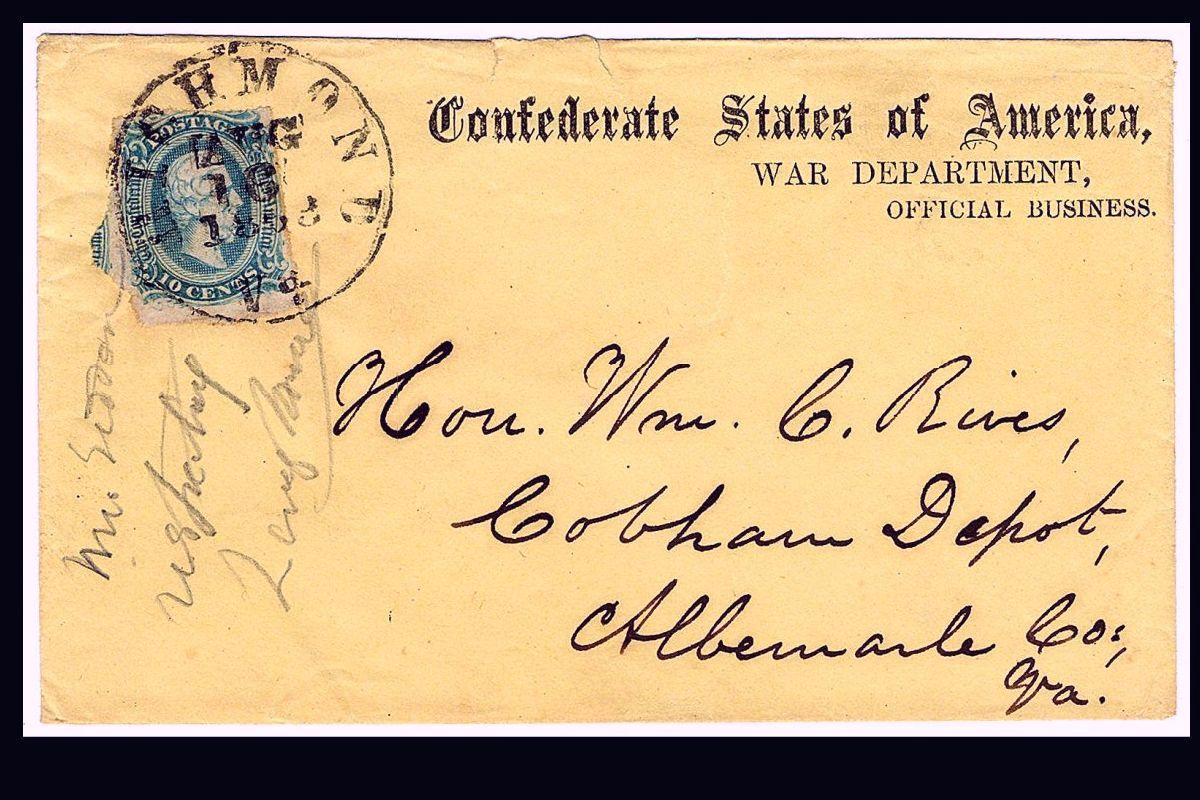
غلاف وزارة حرب الكونفدرالية ١٨٦٣

لقد نجا عدد كبير من أغلفة الكونفدرالية (أي الطوابع المغلفات الموجهة) من الحرب الأهلية وعلى مر السنين منذ أن أرسلت بالبريد وقد بحث عنها بشغف وحفظها من قبل المؤرخين والجامعين على حد سواء. لقد أدت الحرب إلى تقسيم أفراد الأسرة والأصدقاء في جميع أنحاء البلاد ومن الطبيعي أن تزداد وتيرة كتابة الرسائل بشكل كبير وخاصة من وإلى الرجال الذين كانوا يخدمون في الجيش. تكشف الرسائل التي كتبها الجنود كيف كانوا يطلبون في كثير من الأحيان من الآباء وزوجاتهم وأفراد الأسرة أن يكتبوا لهم رسائل في كثير من الأحيان وأن يطلبوا من الآخرين أيضًا أن يكتبوا لهم رسائل في المقابل. مع تزايد شيوع البريد المرسل من وإلى الجنود في تيارات البريد في الولايات المنقسمة قدمت العديد من جمعيات الخيرية المسيحية أقلامًا وورقًا ومظاريف للجنود استجابة لاحتياجهم المستمر لهذه العناصر نظرًا لأن الجنود في الخدمة الفعلية أثناء الحرب نادرًا ما كانت لديهم الفرصة لشراء هذه الأشياء. إن تنوع البريد من هذه الفترة الزمنية يوفر لطالب تاريخ الحرب الأهلية مرجعًا متقاطعًا ممتازًا للتاريخ المعني في ذلك الوقت. تشمل الفئات الخاصة ذات الاهتمام الأغطية المرسلة من وإلى الجنود والأغطية الوطنية وأغطية أسرى الحرب وأعلام الهدنة والبريد عبر الخطوط والبريد الذي يحمله عدائي الحصار من وإلى أوروبا ومجموعة متنوعة من الأنواع الأخرى. لقد درس كل هذه التخصصات بشكل مكثف. مع أن السجلات الرسمية المعاصرة غالبًا ما تكون مجزأة أو مفقودة وتظل العديد من التفاصيل غير واضحة فإن الأغلفة التي تحتوي على عناوينها وطوابع البريد المؤرخة والعلامات الخاصة والرسائل نفسها قدمت الكثير من الرؤى للمؤرخين والجامعين في دراساتهم لتاريخ البريد في الحرب الأهلية. وقد شكل بعض المواد في أواخر القرن التاسع عشر ويشكل التحقق من صحتها تحديًا للخبراء. كقاعدة عامة يجب على هواة جمع البريد أن يكونوا حذرين من الإلغاءات الفاخرة في البريد الكونفدرالي حيث لم يستخدم مكتب بريد سي أس أيه الإلغاءات الفاخرة أبدًا. تشمل الأنواع الأخرى الشائعة من التزوير إضافة طوابع إلى الغلاف وطوابع بريدية مزورة. من الأخطاء الشائعة التي يرتكبها المزورون هو وضع ختم بريدي على الطوابع بتواريخ تسبق تاريخ إصدار الطابع. على مر السنين قام العديد من هواة الجمع بوضع علامة على المقتنيات المزيفة أو المزيفة أو تدميرها عند تحديد هويتها في محاولة للحفاظ على مجموعة المقتنيات آمنة من مثل هذه المواد. هذه ممارسة شائعة في معظم ممارسي جمع الطوابع.

### بريد أسرى الحرب

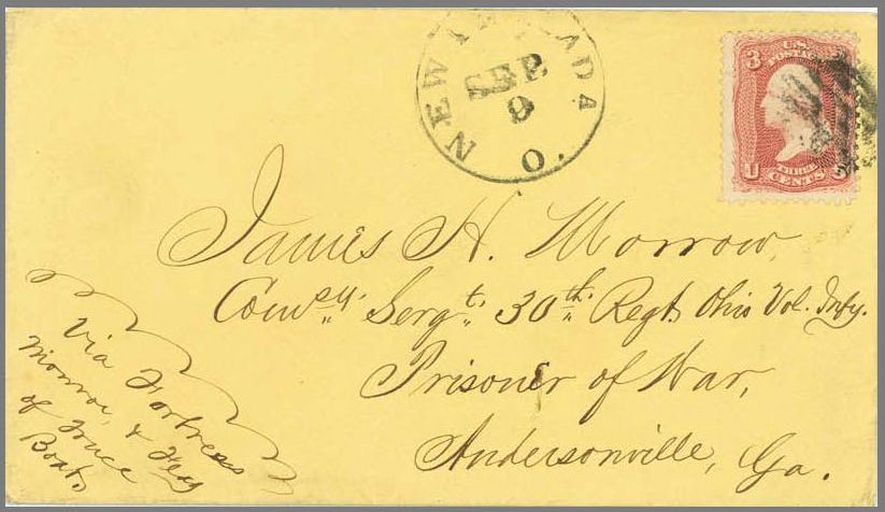
غطاء أسير حرب للسجين المحتجز في معسكر أسرى الحرب أندرسونفيل في جورجيا

خلال الحرب الأهلية الأمريكية وصل عدد جنود الاتحاد والكونفدرالية في سجون ومعسكرات أسرى الحرب إلى مليون ونصف المليون رجل. وصل عدد السجناء في معسكر أندرسونفيل لأسرى الحرب الكونفدراليين وحده إلى 45 ألف رجل بحلول نهاية الحرب. في بداية الحرب لم تعترف الولايات المتحدة بشرعية الولايات الكونفدرالية ورفضت إنشاء نظام يسمح بتبادل رسمي للأسرى والبريد. بحلول صيف عام 1862 بعد مرور أكثر من عام على بدء الحرب وصلت أعداد السجناء في السجون في الشمال إلى نسب مثيرة للقلق وبدأت حكومة الولايات المتحدة تدرك ضرورة إنشاء نظام لتبادل السجناء والبريد. في الثاني من يوليو عام 1862 وقعت المنظمة ما أطلق عليه اتفاقية تبادل السجناء وبحلول شهر سبتمبر من ذلك العام كانت السجون قد أصبحت فارغة تقريباً. ومع ذلك ومع استمرار الحرب بدأت حكومة الولايات المتحدة تشعر بعدم الثقة تجاه حكومة الكونفدرالية بشكل متزايد وأوقفت تبادل الأسرى والبريد في يونيو/حزيران 1863 بعد أقل من عام من توقيع اتفاقية التبادل. استؤنفت عمليات تبادل البريد تحت علم الهدنة بعد شهر واحد واستمرت في الاستخدام حتى نهاية الحرب. كان يتعين وضع بريد السجناء الذي يحمله علم الهدنة في مظروف غير مغلق مع العنوان والطوابع البريدية للتسليم على الجانب الآخر ثم وضعه في غلاف خارجي لتسليمه إلى نقطة التبادل حيث دمر المظروف الخارجي وفحص المظروف الداخلي الذي يحتوي على رسالة السجين. سيحصل بعد ذلك وضع الرسالة في الظرف المختوم الذي يحمل العنوان وختمها يدويًا للإشارة إلى أن العنصر قد فحص. في كثير من الأحيان لم يلتزم المراسلون بقاعدة الظرفين لذا هناك أمثلة على أغلفة حيث تطبيق كل من البريد الأمريكي والكونفدرالي على رسالة السجين بدلاً من ترتيب الظرف الداخلي والخارجي وحيث تطبيق كل من العلامات الأمريكية والكونفدرالية. غالبًا ما يشار إلى هذه الأغطية باسم أغطية البريد ذات الاستخدام المزدوج . لم يُسمح بتبادل البريد بين الولايات المنقسمة إلا عبر الخطوط عند نقاط تبادل محددة. كان البريد الذي كان يذهب من الشمال إلى نقاط في الجنوب يمر في المقام الأول عبر سيتي بوينت فيرجينيا في حين أن معظم البريد المتجه من الجنوب إلى الشمال يمر عبر فورتريس مونرو فيرجينيا وعادة ما يحمل ختم بريد أولد بوينت كومفورت. كان غلاف السجين عادةً يحمل اسم السجين ورتبته والشركة. تشير العلامة "فحص" الموجودة على وجه الغلاف عادةً في المخطوطات إلى أن الغلاف فتح وفحصه من قبل مسؤولي السجن. وبمجرد الوصول إلى نقطة التبادل أزيل الغلاف الخارجي والتخلص منه بينما قام مسؤولون عسكريون بفحص الغلاف الداخلي الذي يحتوي على رسالة السجين وتسليمه. وتوجد أيضًا أغطية حملت إلى نقاط النقل من قبل السجناء المتبادلين وثم لا تحمل أي علامات فاحص متعاون. يعد البريد من وإلى السجون العسكرية ومعسكرات السجون المختلفة أحد أكثر المجالات إثارة للاهتمام والتحدي في تاريخ البريد في الحرب الأهلية. وفي أغلب الحالات تكون الرسائل الموجهة إلى سجون أسرى الحرب المختلفة أقل بكثير من الرسائل المرسلة من هذه المرافق. كان الجنوب يعاني من نقص في الورق ولأن سجون الكونفدرالية كانت تحد من كمية المراسلات فإن البريد من سجون الكونفدرالية كان أندر بكثير من البريد من سجون الاتحاد.
|  |  |  |

### سجون ومعسكرات أسرى الحرب

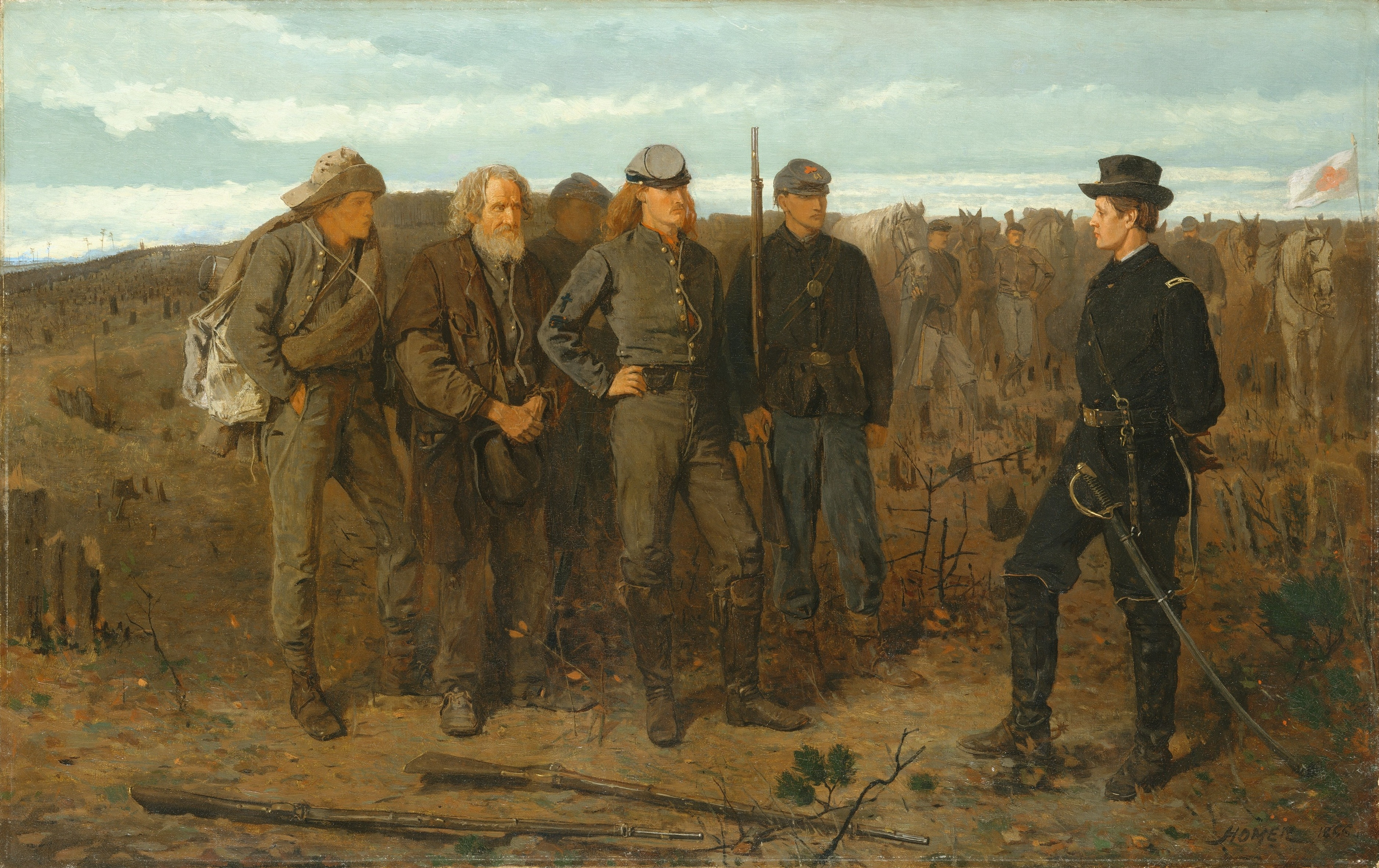
وينسلو هومر سجناء من الجبهة 1866 متحف متروبوليتان للفنون

عندما اندلعت الحرب الأهلية كان كلا الجانبين غير مستعدين للتعامل مع الأعداد الكبيرة جدًا من القوات الأسيرة. لفترة من الوقت كان هناك برنامج لتبادل الأسرى والبريد قيد الاستخدام واستمر حتى يونيو 1863 عندما أنهت حكومة الولايات المتحدة أي تعاون إضافي بسبب تصاعد التوترات الحربية وزيادة انعدام الثقة. يسعى المؤرخون والجامعون إلى الحصول على الطوابع البريدية والطوابع التي وجدت على البريد الحربي من السجون والمعسكرات العسكرية أثناء الحرب ليس فقط لقيمتها التذكارية ولكن أيضًا كتأكيد على وجود العديد من الأشخاص والأحداث والأماكن في وقت إرسال البريد كما هو موضح بالاسم والعنوان وختم البريد والعلامات الرسمية الأخرى. غالبًا ما تحمل الأغلفة المرسلة بالبريد ختم البريد الخاص بأقرب بلدة أو مدينة يقع فيها السجن أو المعسكر. إن دراسة تاريخ البريد العسكري في الحرب الأهلية وعلامات البريد هي مجال من مجالات علم الطوابع البريدية يتضمن كمية كبيرة من المواد التي تغطي أسماء المدن والتاريخ والندرة وعلامات البريد وغيرها من العلامات الرسمية الموجودة على البريد من وإلى مرافق أسرى الحرب. في مربعات التنقل أدناه قائمتان جزئيتان لبعض مرافق السجون الأكبر التابعة للاتحاد والكونفدرالية والتي كانت تعمل أثناء بعض أو كل فترة الحرب. تتضمن أرقام إجمالي عدد السجناء لتوفير نظرة ثاقبة لمعرفة كمية أي بريد موجود أو قد يكون موجودًا. وكانت هناك أيضًا مرافق سجن تحتوي على أعداد أقل بكثير من السجناء ( يدرج زوجين هنا) أيضًا. إن السجلات الخاصة ببعض مرافق السجون مفقودة تمامًا ولا تزال الأعداد الإجمالية للسجناء المحتجزين وأعداد نزلاء السجون في أوقات الذروة والهروب والوفيات غير معروفة في الوقت الحاضر. إن بريد أسرى الحرب المتبقي من أو إلى بعض هذه الأماكن نادر للغاية وفي بعض الحالات لا توجد أغلفة معروفة.

- سجن ألتون العسكري - ألتون (إلينوي) - 12,000
- معسكر بتلر - سبرينغفيلد (إلينوي) - 3,000
- كامب تشيس – كولومبوس (أوهايو) - 10,000
- كامب دوغلاس – شيكاغو، إلينوي - 18,000
- Camp Morton - Indianapolis, Indiana - 3,000
- Castle Williams - Governors Island، نيويورك - 1,500
- Davids Island – نيويورك - 2,500
- Elmira Prison – إلميرا (نيويورك) - 12,000
- Fort Delaware – ديلاوير سيتي - 12,500
- Fort Lafayette - نيويورك - 163
- Fort McHenry - Baltimore, Maryland - 6,900
- Fort Warren – Boston, Massachusetts - 1,000
- Gratiot Street Prison – St. Louis, Missouri - 2,000
- Hart Island نيويورك - 3,400
- Johnson's Island – Lake Erie, ساندوسكي (أوهايو) - 10,000
- Ohio Penitentiary – كولومبوس (أوهايو) - 360
- Old Capitol Prison – واشنطن العاصمة - 300
- Point Lookout – Saint Mary's County, Maryland - 52,000
- Rock Island Prison – روك أيلاند - 12,000

-  أندرسونفيل – أندرسونفيل - 45,000 - 50,000
- Belle Isle – ريتشموند (فيرجينيا) - 18,000
- Blackshear Prison – بلاكشير - 5,000
- Cahaba Prison (Castle Morgan) – سلما - 600
- Camp Ford – near تايلر - 5,300
- Camp Groce, Camp Gillespie and Camp Felder - Camp Groce 2 miles east of Hempstead, Texas, Camp Gillespie near Burleigh, Texas, and Camp Felder 6.5 miles Northeast of Chappell Hill, Texas - 1,110 held of which 220 died or are missing
- Camp Oglethorpe - ماكون (جورجيا) 1,200
- Castle Pinckney – تشارلستون (كارولاينا الجنوبية) - 300
- Castle Sorghum – كولومبيا (كارولاينا الجنوبية) - 1,400
- Castle Thunder – ريتشموند (فيرجينيا) - 1,400
- Danville Prison – دانفيل (فيرجينيا) - 4,000
- Florence Stockade – فلورنس (كارولاينا الجنوبية) - 18,000
- Fort Pulaski – سافانا (جورجيا) - 600
- Libby Prison – ريتشموند (فيرجينيا) - 50,000
- Salisbury Prison – ساليسبري - 1,700

### بريد الحصار

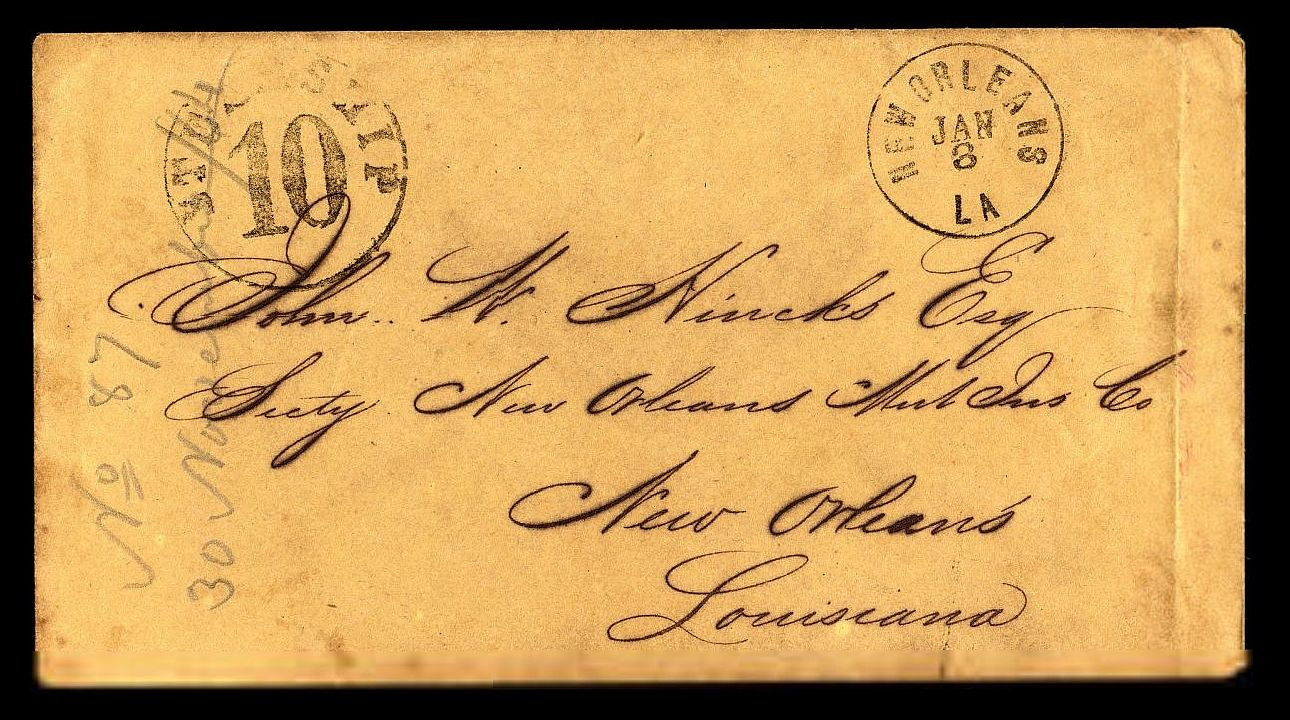
أغلفة الحصار تحمل طابعي "ستيم شيب" و"نيو أورليانز"

في بداية الحرب الأهلية الأمريكية كان من الضروري بالنسبة للاتحاد الكونفدرالي أن يقوم بإيصال المراسلات المهمة إلى الموردين وغيرها من البريد إلى داخل البلاد وخارجها. في 19 أبريل 1861 أعلن الرئيس لينكولن حصارًا على طول ساحل الكونفدرالية بالكامل لمنعها من الحصول على الإمدادات ومنعها من التواصل مع بقية العالم عن طريق البريد. اثنا عشر ميناءً رئيسيًا وحوالي 3,500 ميل (5,600 كـم)كانت هناك دوريات على من الساحل على طول الولايات الكونفدرالية بواسطة حوالي 500 سفينة كليفت من قبل البحرية الأمريكية ومع ذلك تختلف بعض الروايات بشكل كبير وتضع عدد السفن المفوضة لدورية الحصار عند حوالي 200 مع الأخذ في الاعتبار الأعداد الكبيرة من سفن الاتحاد التي سحبت من واجب الحصار للإصلاحات. لقد لعب الحصار دورًا رئيسيًا في انتصار الاتحاد على الولايات الكونفدرالية. بحلول نهاية الحرب الأهلية كانت البحرية الاتحادية قد أسرت أكثر من 1100 سفينة من سفن الحصار ودمرت أو جنحت 355 سفينة أخرى. أدى حصار الاتحاد إلى تقليص مصدر حيوي للإيرادات في الجنوب وهو صادرات القطن إلى جزء بسيط مما كانت عليه قبل الحرب فضلاً عن منع إرسال أو استلام جزء كبير من البريد. ردًا على الحصار بني العديد من السفن البخارية المصممة خصيصًا و استخدمت من قبل المستثمرين البريطانيين الذين استثمروا بكثافة في تجارة القطن والتبغ. كانت هذه السفن أصغر حجمًا وأخف وزنًا مما منحها في كثير من الأحيان ميزة القدرة على المناورة وسرعات قياسية تصل إلى 17 عقدة مما مكنها من التهرب من سفن الاتحاد أو التفوق عليها أثناء الدوريات. كانت حمولاتهم عادةً صغيرة وخفيفة الوزن وغالبًا ما كانت تتضمن البريد.

### عدائي الحصار

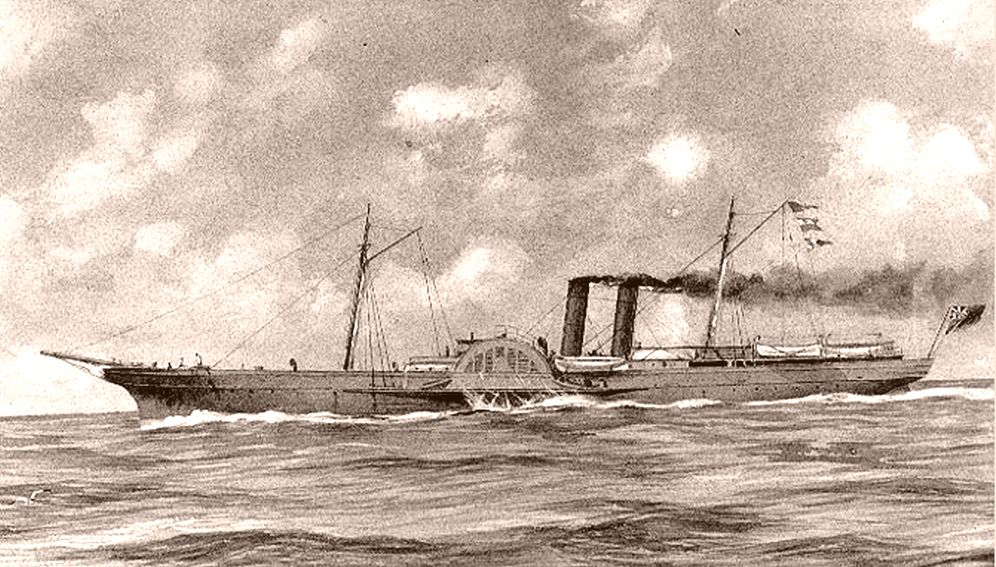
التقدم عداء الحصار في الحرب الأهلية

خلال بداية الحرب الأهلية كان نقل البريد الكونفدرالي من وإلى الكونفدرالية من وإلى الموردين الأجانب والأطراف المهتمة الأخرى في الخارج يمثل مشكلة. في البداية كان اجتياز السفن لحصار الاتحاد أسهل ولكن مع تقدم الحرب زاد عدد سفن الاتحاد التي تقوم بدوريات الحصار بينما أصبح أفراد الطاقم المخضرم أكثر خبرة وأصبحوا أكثر حكمة في التعامل مع التكتيكات المراوغة التي يستخدمها مهربو الحصار. لتجنب اكتشافهم كان المتسللون يحاولون في كثير من الأحيان نقل البريد والبضائع من خلال القيام برحلات ليلية وخاصة عندما يكون القمر جديدا. وقد طلي العديد من السفن أيضًا باللون الرمادي الداكن لمساعدتها على الامتزاج مع خلفية البحر ليلاً وهي الممارسة التي أكسبت هذه السفن لقب " الكلاب السلوقية". كما قامت بعض السفن البخارية بحرق الفحم الأنثراسيتي الخالي من الدخان مما أدى إلى تقليل مظهرها بشكل كبير مقابل الأفق. ومع ذلك ومع استمرار الحرب تضاءلت احتمالات عبور السفن إلى حد كبير وواجهت العديد من هذه السفن خطر الاستيلاء أو الدمار ولم تصل حمولاتها وبريدها إلى موانئ وجهتها أبدًا. وبما أن العديد من السفن المستخدمة في كسر الحصار كانت تُبنى في إنجلترا لصالح مستثمرين بريطانيين فإن الطواقم والركاب الذين أسروا كانوا في العادة بريطانيين أيضًا. قاموا بمكافأة الشحنة الموجودة على متن السفينة إلى قائد وطاقم السفينة التي استولت عليها ويُفترض أن يكون ذلك بمثابة حافز إضافي لقباطنة وأطقم السفن التي تقوم بدوريات الحصار ليكونوا أكثر يقظة. كما صدر البريد واستخدامه أحيانًا كدليل ضد الأطراف المعنية بالسفينة وحمولتها. وثم فإن الرسائل الواردة التي أعدها وكلاء الشحن لنقلها وتسليمها داخل الكونفدرالية لم تتلق أبدًا أي طوابع بريدية مختلفة أو علامات أخرى من مكتب البريد الكونفدرالي.
من بين أبرز سفن الحصار كانت السفن البخارية مثل إس إس سيرين وهي سفينة 169-قدم (52 م) سفينة بخارية ذات هيكل فولاذي وعجلات جانبية حققت رقماً قياسياً بلغ 33 رحلة ناجحة عبر حصار الاتحاد. هناك باخرة أخرى تسمى أليس يبلغ طولها 177-قدم (54 م) سفينة ذات هيكل فولاذي قامت بـ 24 محاولة ناجحة في حين أن كيت وهي سفينة بخارية ذات هيكل خشبي قامت بـ 20 محاولة ناجحة قبل أن تجنح في نوفمبر 1862. من المرجح أن معظم المحاصرين جلبوا البريد إلى تيار البريد الكونفدرالي حيث كانت الولايات الكونفدرالية في حاجة ماسة إلى الإمدادات الأساسية والتي كان قاموا بشراؤها من خلال المراسلات البريدية. ومن المرجح أن تحمل الشحنات المختلفة رسائل بريدية مرفقة بها لإخطار الأطراف المختلفة بوصول شحنتهم إلى الميناء. اليوم[متى؟] تعد أغلفة الحصار الكونفدرالية مطلوبة بشدة من قبل هواة الجمع والمؤرخين الذين غالبًا ما يعتبرون هذه الرسائل بمثابة طوابع زمنية مجازية وتأكيد تاريخي على وجود العديد من الأشخاص والسفن ومكاتب البريد في هذه الأوقات والأماكن وفيما بينها.

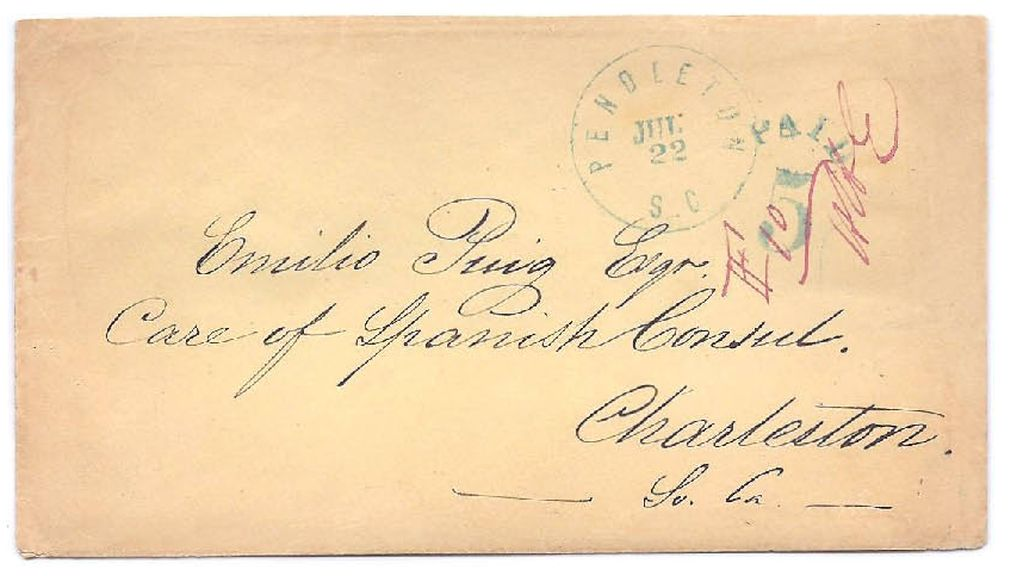
صدر البريد الصادر من سفينة حصار قبض عليها نوسترا سينيورا دي ريجلا. الغلاف يستخدم كدليل ويحمل مخطوطة حمراء لسجل محكمة أتش أتش إي

كانت نقاط النقل الرئيسية للبريد القادم من أو المتجه إلى أوروبا ومواقع أخرى هي ناسو في جزر الباهاما وبرمودا وكوبا. كانت السفن التي تحمل رسائل موجهة إلى نقاط في الكونفدرالية تودع حمولتها من البريد في إحدى نقاط النقل هذه. هنا يتعامل مع البريد الوارد من خلال وكيل إعادة التوجيه الذي يقوم بإزالة البريد أو الغلاف الداخلي وإعداده للنقل على عداء الحصار. في كثير من الأحيان يقوم وكلاء الشحن بوضع علاماتهم الخاصة على غلاف البريد. كان البريد الموضوع على متن سفينة حصار يشق طريقه بعد ذلك ربما مع بعض الحظ إلى موانئ نيو أورليانز أو تشارلستون أو ويلمنجتون حيث كان يستقبله مشغلو البريد الكونفدراليون الذين كانوا يدرجونه بعد ذلك مع البريد الكونفدرالي العادي للتسليم. كان قائد سفينة الحصار يحصل عادة على سنتين مقابل كل رسالة يسلمها إلى الميناء وهو مبلغ رمزي حيث كان مصدر دخله الرئيسي يأتي من تسليم حمولته. كان متوسط عدد المحاولات الناجحة التي قام بها عدّاء الحصار حوالي أربعة فقط وكثير منها لقي نهاية مصيرية في محاولته الأولى. شهدت الموانئ المختلفة على طول ساحل الكونفدرالية أكبر قدر من حركة المرور من قبل مهربي الحصار. كانت مدينة تشارلستون في ولاية كارولينا الجنوبية تتمتع بموقع جيد بشكل خاص كميناء لسفن الحصار ذات المسودات الضحلة كما كان ميناء ويلمنجتون في ولاية كارولينا الشمالية هو الذي شهد أكبر قدر من حركة المرور. وبسبب حصار نهر المسيسيبي السفلي مما أدى إلى تقسيم الولايات الكونفدرالية الغربية عن تلك الواقعة شرقها أصبحت نيو أورليانز واحدة من أكثر الموانئ ازدحامًا. ونتيجة لذلك فإن العديد من أغلفة الحصار تحمل ختم البريد من هذه المواقع.

### أغلفة وطنية
كانت السنوات التي أعقبت الحرب الأهلية الأمريكية فترة تميزت بالمشاعر القوية والولاءات تجاه كلا الجانبين المعنيين وقد ظهرت هذه المشاعر بوضوح في العديد من مراسلات الحرب الأهلية المعروفة لدى هواة الجمع والمؤرخين باسم "الأغلفة الوطنية". وكان المواطنون الذين كان العديد منهم لديه أفراد من العائلة والأصدقاء الذين شاركوا في الحرب أو ماتوا في المعركة يعبرون في كثير من الأحيان عن ولائهم من خلال مظاريف مزينة بالأعلام والصور والشعارات والشخصيات الرمزية مثل شخصية الحرية والتي تجسد بوضوح مشاعر ذلك الوقت. كانت هذه الممارسة أكثر وضوحًا في الشمال حيث كان هناك العديد من المطابع وخاصة في المدن الكبرى الذين أنتجوا مجموعة متنوعة من الأظرف التي عرضت هذه التصاميم بفخر والتي سرعان ما أصبحت شائعة بين المواطنين. وكان الوضع في الجنوب مختلفا تماما. كان الطلب على المطابع في الجنوب الزراعي أقل بكثير ونتيجة لذلك لم يكن هناك مطابع راسخة ومؤهلة بوجه عام في معظم أنحاء الكونفدرالية. كان الجنوب يفتقر أيضًا إلى المزايا الصناعية والإمدادات التي يتمتع بها الشمال وثم فإن الأغطية الوطنية الكونفدرالية المتنوعة التي نجت من السنين كانت نادرة ونادرة وعادة ما كانت ذات قيمة كبيرة.
|  |  |

### تغطي الشدائد
بسبب حصار الاتحاد لم يتمكن الجنوب من الحصول على العديد من الإمدادات الأساسية اللازمة بما في ذلك الورق وثم كانت الأظرف وورق الكتابة نادرة في معظم أنحاء الجنوب. كان الناس يعيدون استخدام الورق القديم والمظاريف والحقائب والنماذج القديمة وفي بعض الأحيان كانوا يستخدمون ورق الحائط لبناء المظاريف. يُشار إلى هذه الأغطية عادةً من قبل هواة الجمع باسم أغلفة الشدائد.

### أغطية الحداد

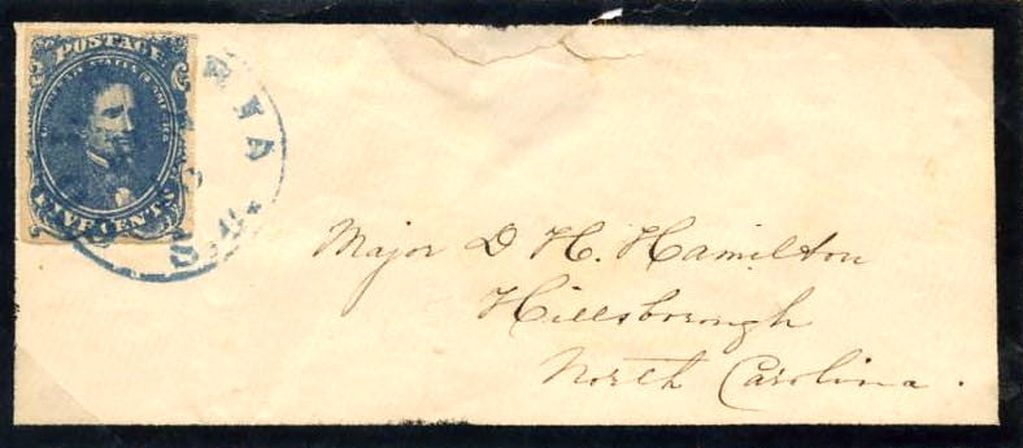
غلاف الحداد مع حافة سوداء مميزة

كما تجمع أغلفة الحداد على نطاق واسع. وهذه هي الأغطية التي تحمل علامات التعاطف أو الاعتراف بحدث سلبي. النوع الأكثر شيوعًا من أغلفة الشدائد التي تحدث في تاريخ البريد في الحرب الأهلية الكونفدرالية أو الاتحاد هي ما يشار إليه من قبل هواة الجمع باسم أغلفة الحداد. لقد شاركت العديد من العائلات في فقدان أحبائهم وأصدقائهم الذين لقوا حتفهم في المعركة خلال الحرب التي استمرت أربع سنوات. في كثير من الأحيان كانت رسائل التعزية تُرسل بين أفراد الأسرة والأصدقاء. غالبًا ما تحمل الأغطية علامات مختلفة وعادةً ما يكتبها المرسل بقلم. أحد أكثر العلامات شيوعًا الموجودة على هذه الأغلفة هو الحدود السوداء الرمزية الموضوعة حول الوجه الخارجي للمغلف. مع وفاة آلاف الرجال أثناء الحرب أصبح الخط الأسود شائعًا في تيارات البريد التابعة للاتحاد والكونفدرالية وفي جمع الطوابع خلال الحرب الأهلية.

### أغلفة المخطوطات

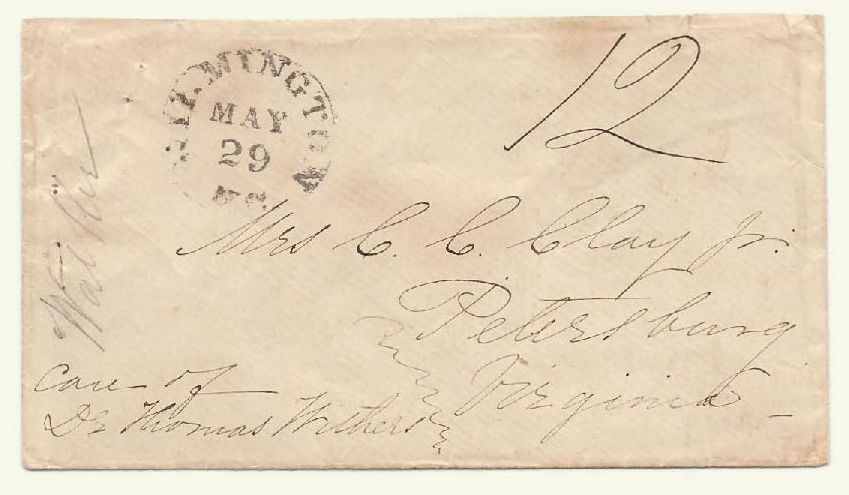
غلاف المخطوطة/الحصار
24 مايو 1864 من سانت جورج برمودا إلى ويلمنجتون على متن سفينة لينكس المحاصرة

أغلفة المخطوطات هي أظرف موجهة حددت على أنها مدفوعة أو حيث كتب مبلغ البريد المستحق بخط اليد باستخدام القلم والحبر. يمكن أيضًا العثور على علامات المخطوطة جنبًا إلى جنب مع علامات الطوابع اليدوية المختلفة أو بالاشتراك مع طوابع البريد والتي تطبيقت في بعض الأحيان قبل أو بعد علامات المخطوطة. إذا كان غلاف المخطوطة عبارة عن بريد يحمله عداء الحصار فمن المعتاد الإشارة إلى الغلاف بعد ذلك باسم غلاف الحصار وهكذا مع الأغلفة الوطنية وغيرها.

### معارض التاريخ البريدي
|  |  |

|  |  |  |

|  |  |

|  |  |

|  |  |

|  |  |  |
|  |  |  |
|  |  |  |
|  |  |  |

|  |  |  |
|  |  |  |

|  |  |

|  |  |  |
|  |  |  |

## قراءة إضافية
- أندرسون، جون ناثان. (2013) "المال أو لا شيء: انهيار نظام البريد الكونفدرالي أثناء الحرب الأهلية"، الصحافة الأمريكية، 30 (شتاء 2013)، 65-86.
- بينيت ، مايكل، (1998) تاريخ البريد في الولايات المتحدة والكونفدرالية: المزاد العلني رقم 206، 15 نوفمبر 1998 ، مايكل بينيت، شركة مساهمة، 214 صفحة، كتاب
- بويد ، ستيفن ر. (2010). الأغلفة الوطنية للحرب الأهلية: أيقونات أغلفة الاتحاد والكونفدرالية ، مطبعة جامعة ولاية لويزيانا، 169 صفحة، كتاب
- كليمنس ، ويليام مونتغمري (1884). طوابع بريدية كونفدرالية ، كتاب
- تحالف الطوابع الكونفدرالية ، (2012). كتالوج ودليل الطوابع والتاريخ البريدي للولايات الكونفدرالية الأمريكية ، تحالف الطوابع الكونفدرالية، 528 صفحة، كتاب
- ديتون ، تشارلز دبليو. (2012). مجموعة طوابع تكساس الكبرى ، مطبعة جامعة تكساس، 118 صفحة، كتاب
- ليفي ، جوزيف ب. (1916). الجريدة الرسمية للطوابع، المجلد 6 ، شركة ناسو للطوابع، 396 صفحة، نسخة إلكترونية
- ماكبرايد ، فان دايك (1950). حصن ديلاوير وأغلفة أسرى الحرب، مجموعة طوابع بريدية أمريكية، 11 صفحة، كتاب
- سيوارد ، هنري؛ ماكبرايد ، فان دايك (1952). تحيات موسمية من أحد هواة جمع الطوابع ، صفحتان، كتاب
- سميث ، ر.م. (1864). القوانين العامة للحكومة المؤقتة للولايات الكونفدرالية الأمريكية،

 من تأسيس الحكومة في 8 فبراير 1861 حتى انتهائها في 18 فبراير 1862، شاملةً ،

 RM Smith، مطبوع إلى الكونجرس، 411 صفحة، كتاب إلكتروني
- تود ، ريتشارد سيسيل (2009). التمويل الكونفدرالي ، مطبعة جامعة جورجيا، 270 صفحة،(ردمك 9780820334547), كتاب